# Нетреба, Василий Гаврилович
Васи́лий Га́врилович Нетре́ба (19 декабря 1902 [1 января 1903] — 29 ноября 1975) — советский военачальник, участник советско-финской и Великой Отечественной войны, Герой Советского Союза (7.04.1940). Генерал-майор (3.06.1944).

## Биография
Родился 19 декабря 1902 (1 января 1903) года в селе Степановка ныне Борзнянского района Черниговской области Украины в крестьянской семье. Украинец.
Окончил среднюю школу. В 1924 году окончил трёхлетние педагогические курсы в Конотопе. Работал учителем в школах в городах Кролевец и Глухов.
В октябре 1924 года был призван на службу в Красную Армию. В 1927 году окончил команду одногодичников 152-го стрелкового полка 51-й Перекопской стрелковой дивизии Украинского военного округа (полк стоял в Тирасполе). После их окончания и получения звания командира запаса был в ноябре 1927 года уволен в запас. Продолжил работать учителем в Глухове, также в 1930 году прошёл переподготовку в Полтавской школе переподготовки командиров запаса РККА имени М. В. Фрунзе.
В апреле 1932 года вновь призван в РККА. Служил командиром взвода в пулемётной роте Переяславского стрелкового полка. С марта 1933 года служил в 6-м Туркестанском стрелковом полку 2-й стрелковой дивизии Украинского ВО (Переяслав): командир взвода, помощник командира и командир пулемётной роты, начальник штаба батальона. о время службы в полку в 1935 году окончил курсы мастеров стрелкового дела при Высших стрелково-тактических курсах усовершенствования командного состава пехоты «Выстрел» в 1935 году, и в том же году его рота заняла призовое место на Всесоюзных армейских соревнованиях по стрельбе. С апреля 1939 года служил помощником командира батальона в 115-м стрелковом полку 75-й стрелковой дивизии Ленинградского военного округа (г. Остров). В сентябре 1939 года переведён командиром батальона 222-го стрелкового полка 49-й стрелковой дивизии этого же округа.

### Советско-финская война
Капитан Василий Нетреба проявил исключительный героизм на фронте советско-финской войны. Тогда он был командиром батальона 222-го стрелкового полка 49-й стрелковой дивизии. Когда 30 ноября 1939 года началась советско-финская война, основной удар советских войск на Карельском перешейке наносили войска 7-й армии.
5 декабря с целью прорыва главного рубежа «линии Маннергейма» по реке Тайпален-Йоки (сейчас — река Бурная) и форсирования этой реки перешла в наступление специально сформированная оперативная группа комкора В. Д. Грендаля, срочно созданная из 49-й, 142-й и 150-й стрелковых дивизий. Но артиллеристы, которые в спешке не успели не только провести разведку, но и вывести все пушки на позиции, вели огонь не по целям, а по площадям. Плотный огонь хорошо замаскированных финских огневых точек привел к тому, что атаки захлебнулись, пехота понесла большие потери, были уничтожены или повреждены 35 танков из 150, участвовавших в атаке первого дня наступления. Наплавной мост сапёрам удалось навести только в полосе 19-го стрелкового полка. Батальон лейтенанта Михаила Дударенко из этого полка провёл разведку боем и обнаружил сильный укрепрайон противника. В ходе схватки он уничтожил огневые точки в районе населённого пункта Неоари, обеспечив тем самым подход наших войск к переправе. Через два дня батальон возглавил форсирование реки полком. Задача была выполнена — захвачен плацдарм в 2 км по фронту и 3,5 км в глубину, но комбат погиб.
6 декабря, взаимодействуя с батальоном Дударенко, Тайпален-Йоки форсировал батальон капитана Нетребы из состава 222-го стрелкового полка 49-й стрелковой дивизии, заменивший на тайпаленском плацдарме поредевший 19-й стрелковый полк. Командир батальона Нетреба умело организовал форсирование реки и, закрепившись на вражеском берегу, обеспечивал переправу других частей дивизии. В результате боя была занята роща с расположенными в ней 4 ДОТами, чем обеспечено дальнейшее продвижение полка. 13 декабря Нетреба с пятнадцатью бойцами в ночном поиске овладели двумя ДОТами, прикрывавшими подходы к сильно укреплённому населённому пункту Теренттиля (45 км юго-восточнее Выборга). Все участники этой операции были награждены орденами или медалями «За отвагу». 31 декабря во главе батальона овладел сильной финской позицией с двумя ДОТами, при этом уничтожено до 150 финских солдат.
Указом Президиума Верховного Совета СССР от 7 апреля 1940 года «за образцовое выполнение боевых заданий командования и проявленные при этом отвагу и геройство» Василию Гавриловичу Нетребе было присвоено звание Героя Советского Союза с вручением ордена Ленина и медали «Золотая Звезда» (№ 386).
10 февраля 1940 года получивший досрочное воинское звание майор В. Г. Нетреба был назначен командиром 674-го стрелкового полка 150-й стрелковой дивизии, которая действовала на крайнем правом фланге 7-й армии (затем 13-й армии) в районе Тайпале. Полк участвовал в прорыве первой и второй полос «линии Маннергейма», наступлении на Выборг.
После завершения финской кампании Нетреба с 27 апреля по 1 июля 1940 года временно исполнял должность командира 70-й стрелковой дивизии (приказ наркома обороны СССР № 01674 от 27.04.1940). Затем учился на Высших стрелково-тактических курсах усовершенствования командного состава пехоты «Выстрел». После их окончания с отличием, в ноябре 1940 года назначен командиром 7-й моторизованной пулемётно-артиллерийской бригады в Ленинградском военном округе.
С апреля 1941 года — заместитель командира 198-й моторизованной дивизии 10-го механизированного корпуса.

### Великая Отечественная война

Плита колумбария Нетребы на Новодевичьем кладбище Москвы.

Начало Великой Отечественной войны подполковник Нетреба встретил в расположении дивизии в Ораниенбауме. Дивизия была поднята по тревоге и 23 июля перебазировалась в район северо-восточнее Выборга. С началом вступления Финляндии в войну дивизия участвовала в боях с финской армией на Карельском перешейке.
В начале июле 1941 года полковник Нетреба был отозван в Ленинград и 3 июля назначен командиром спешно начавшей формирование 3-й Ленинградской (Фрунзенской) дивизии народного ополчения. Дивизия была передана 7-й отдельной армии, 28 июля в составе 7 тысяч добровольцев она прибыла в Лодейное Поле, откуда маршем прибыла на передовую, на рубеж рек Тулоксы и Сяндебки, где и заняла позиции в 15-километровой полосе по фронту. Начались бои местного значения. Боевое крещение бойцы дивизии получили, отражая атаки финских регулярных войск, которые осуществили попытку разведки их обороны боем. 7 августа при штурме высоты 40 под Сяндебой полностью полегла под перекрёстным пулемётным огнём одна рота 3-го Выборгского полка дивизии и 8 августа тяжёлые потери понесла другая. Не раз ополченцы уничтожали переодетых в советскую униформу агентов противника, которые проникали в порядки дивизии.
16 августа (по другим данным 1 сентября) на штаб дивизии совершил налёт финский диверсионно-разведывательный отряд, в ходе боя полковник Нетреба был тяжело ранен и передал командование полковнику З. Алексееву.
После лечения в госпитале В. Г. Нетреба был направлен в распоряжение Военного совета Ленинградского фронта и назначен начальником боевой подготовки 42-й армии этого фронта. Участвовал в битве за Ленинград. В декабре 1941 года при налёте немецкой авиации на аэродром в Тихвине находившийся там В. Г. Нетреба получил второе тяжелое ранение. Почти год находился в госпитале.
Направлен на тыловую работы и в декабре 1942 года назначен начальником 3-го Куйбышевского пехотного училища. С августа 1943 года — заместитель начальника Главного управления трудовых ресурсов при Совете народных комиссаров СССР.

## Послевоенная служба
С июля 1945 по март 1946 года состоял для поручений при Военном совете Приморской группы войск на Дальнем Востоке. Затем направлен на учёбу. В 1947 году В. Г. Нетреба окончил Курсы усовершенствования командного состава при Военной академии имени М. В. Фрунзе. С января 1947 года — начальник отдела высших учебных заведений Московского военного округа. С июня 1960 года генерал-майор В. Г. Нетреба — в запасе.
После увольнения в запас проживал в Москве. Умер 29 ноября 1975 года. Похоронен в колумбарии Новодевичьего кладбища в Москве (секция 134).

## Награды
- Герой Советского Союза (7.04.1940)
- Два ордена Ленина (7.04.1940, 30.12.1956)
- Два ордена Красного Знамени
- Два ордена Красной Звезды (15.09.1945, 05.11.1946)
- Медаль «За боевые заслуги» (3.11.1944)
- Медаль «За оборону Ленинграда»
- Другие медали СССР.